# Robert Ader
Robert Ader (* 20. Februar 1932 in Bronx, New York City; † 20. Dezember 2011 in Pittsford, New York) war ein US-amerikanischer Psychologe und Begründer der Psychoneuroimmunologie (PNI).

## Leben und Werdegang
Robert Ader war der ältere von zwei Söhnen von Mae und Nathan Ader. Sein Vater war Spirituosengroßhändler und starb 1945 bei einem Autounfall. Nach seinem Abschluss an der privaten Horace Mann School im Stadtteil Riverdale in der Bronx erwarb Robert Ader einen Bachelor-Abschluss an der Tulane University in New Orleans. 1957 wurde er an der Cornell University in Psychologie promoviert.
Danach wurde er Assistenzprofessor am Fachbereich Psychologie der University of Rochester, wo er zahlreiche Lehr- und Forschungsaufgaben wahrnahm.
In Rochester wurde Ader 1968 zum Professor für Psychiatrie und Psychologie berufen und 1983 zum George-L.-Engel-Professor für psychosoziale Medizin ernannt. Innerhalb der Abteilung für Psychiatrie wurde er 1982 Direktor der Abteilung für Verhaltensmedizin und 1993 Direktor des Zentrums für psychoneuroimmunologische Forschung.

## Nachweise der Konditionierbarkeit des Immunsystems
Ader wies 1995 im Tiermodell Farbratte die klassisch-konditionierte immunsuppressive Wirkung von Cyclophosphamid nach. Ader gab den Versuchstieren mehrere Tage nichts zu trinken, wodurch sie zu Versuchsbeginn sehr durstig waren. Danach bekamen die Tiere eine süße Saccharinlösung zum Trinken angeboten, die sie gierig aufnahmen. Parallel dazu bekamen sie das Zytostatikum Cyclophosphamid injiziert. Es wirkt anti-proliferativ, hemmt das Immunsystem und löst starke Übelkeit aus. Vor dem Versuch ging Ader davon aus, dass die Ratten lernen würden den süßen Geschmack von Saccharin mit Übelkeit zu assoziieren. Dadurch sollten sie künftig die Saccharinlösung vermeiden. Dies geschah auch tatsächlich wie erwartet, jedoch starben einige der Versuchstiere, ohne dass die Ursache dafür zunächst klar war. Bei der Untersuchung der Cadaver stellten Ader und sein Mitarbeiter Nicholas Cohen dann fest, dass die Tiere mit Saccharin nicht nur die Übelkeit assoziierten, sondern auch die immunsupprimierende Wirkung des Cyclophosphamids. Das so konditionierte Immunsystem der Ratten fuhr seine Funktion bei der Verabreichung der per sé unschädlichen Sacharinlösung herunter – bei einigen Tieren auf ein für sie tödliches Niveau. Die Sterblichkeitsrate korrelierte zudem mit der Menge an getrunkener Saccharinlösung. Mit diesen Experimenten und Daten begründete Ader die Psychoneuroimmunologie. Den Begriff Psychoneuroimmunologie prägte er 1980 in seiner Präsidentenrede vor der American Psychosomatic Society.
Dieser Wissenschaftszweig beschäftigt sich mit dem Einfluss psychischer und neuronaler Mechanismen auf das Immunsystem. Ader musste die Psychoneuroimmunologie gegen Zweifler aus medizinischen Establishment verteidigen und sie später von New-Age-Therapien abgrenzen. Diese lehnte er ab, weil sie nicht auf soliden wissenschaftlichen Experimenten beruhen.
Zur Weiterentwicklung und Unterstützung der Ergebnisse führten Ader und Cohen Placebo-Studien mit konditionierten Neuseeland-Mäusen durch. Neuseeland-Mäuse sind ein Tiermodell für die Autoimmunkrankheit systemische Lupus erythematodes (SLE). Ader und Cohen konditionierten die Versuchstiere ähnlich wie zuvor die Ratten. Die Mäuse bekamen über acht Wochen Saccharinlösung und gleichzeitig eine Injektion des immunsupprimierenden Cyclophosphamid. In dieser Studie ist das Cyclophosphamid krankheitslindernd, da es das überaktive Immunsystem abschwächt. Nach der Lernphase reagierte der Organismus der Versuchstiere auch auf die eigentlich wirkungslose Saccharinlösung, so, als würden die Tiere den eigentlichen Wirkstoff (Cyclophosphamid) bekommen. Die Konditionierung rief einen Placebo-Effekt hervor. Die Studie durchlief einen außergewöhnlich intensiven Begutachtungsprozess. Die Veröffentlichung im angesehenen Fachjournal Science im Jahr 1982 überzeugte nun die meisten Skeptiker in der Fachwelt von Aders Thesen. Auch wenn die Mechanismen damals weitgehend unklar waren, so ließ sich die Placebo-Wirkung als Tatsache nicht leugnen.

## Familie
Mit seiner Frau Gayle hatte Robert Ader vier Töchter: Deborah, Janet, Rini und Leslie Ader.

## Publikationen (Auswahl)

### Fachzeitschriften
- R. Ader: On the development of psychoneuroimmunology. In: European journal of pharmacology. Band 405, Nummer 1–3, September 2000, S. 167–176, doi:10.1016/s0014-2999(00)00550-1, PMID 11033324 (Review).
- R. Ader: Psychoneuroimmunology. In: ILAR journal. Band 39, Nummer 1, 1998, S. 27–29, doi:10.1093/ilar.39.1.27, PMID 11528063.
- R. Ader: On the teaching of psychoneuroimmunology. In: Brain, behavior, and immunity. Band 10, Nummer 4, Dezember 1996, S. 315–323, doi:10.1006/brbi.1996.0028, PMID 9045747.
- R. Ader, N. Cohen: Psychoneuroimmunology: conditioning and stress. In: Annual review of psychology. Band 44, 1993, S. 53–85, doi:10.1146/annurev.ps.44.020193.000413, PMID 8434895 (Review).
- R. Ader, D. Felten, N. Cohen: Interactions between the brain and the immune system. In: Annual review of pharmacology and toxicology. Band 30, 1990, S. 561–602, doi:10.1146/annurev.pa.30.040190.003021, PMID 2188579 (Review).
- R. Ader: Conditioned immune responses and pharmacotherapy. In: Arthritis care and research : the official journal of the Arthritis Health Professions Association. Band 2, Nummer 3, September 1989, S. S58–S64, doi:10.1002/anr.1790020315, PMID 2487705 (Review).
- R. Ader, N. Cohen: High time for psychoimmunology. In: Nature. Band 315, Nummer 6015, 1985 May 9-15, S. 103–104, doi:10.1038/315103b0, PMID 3990814.
- R. Ader: Developmental psychoneuroimmunology. In: Developmental psychobiology. Band 16, Nummer 4, Juli 1983, S. 251–267, doi:10.1002/dev.420160402, PMID 6411507.
- R. Ader, N. Cohen: Behaviorally conditioned immunosuppression and murine systemic lupus erythematosus. In: Science. Band 215, Nummer 4539, März 1982, S. 1534–1536, doi:10.1126/science.7063864, PMID 7063864.

### Bücher
- Robert Ader: Psychoneuroimmunology. Academic Press, 2014, ISBN 1-483-25890-4, 688 Seiten, (eingeschränkte Vorschau in der Google-Buchsuche).